# Nanbu (Yamanashi)
Nanbu (南部町?) è una cittadina giapponese della prefettura di Yamanashi.